# 学園天国パラドキシア
『学園天国パラドキシア』（がくえんてんごくパラドキシア）は、美川べるのによる日本のギャグ漫画作品。『月刊ComicREX』（一迅社）にて、2006年1月号より2015年2月号まで連載された。コミックスは全10巻が刊行された。

## 概要
- 「霊が多く集まる」という私立学校を舞台にしたドタバタギャグ漫画。読み切り作品『学園天国一歩手前学園』を原型にしていることもあり、都市伝説や怪談を元ネタにしたギャグが多い。
- 作者曰く、ジャンルは「学園ラブギャグ」。作者の提唱する略称は「学パラ」。
- 2010年にはドラマCD化もされている（5巻の限定版にも付属）。

## 登場人物
声優はドラマCDのもの。

### メインキャラクター
坂神練司（さかがみ れんじ）（声：杉田智和）
主人公。私立豊葦原学園の高校2年生。身長175cm。代々霊能者としての力を持つ坂神家の生まれであり、本人も退魔師としての実力を持っている。すねこすりなどの下級妖怪の召喚も可能。坂神家に代々伝わる霊力を持った組紐で霊を浄化する。霊能力は高いのだが、巻き込まれ気質で運勢が良くないのか、「韮沢にはじき出された霊にうっかり肉体を乗っ取られる」「疫病神＋ラブ米神の呪いで凄惨なことになる」など、不幸な目にあいやすい。
父の命により、大槻凛を守るため「霊が多く集まる」という私立豊葦原学園に転校してきた。かなりマジメな性格で、本作品におけるツッコミ役(ただし、一部にはひそかに寒い突っ込みと思われている。さらにオバケ風邪を「カゼ治し砲」で攻撃（治療）された一成・七緒・艶川が練司に変化しており、バカみたいだと思われていた事が判明)。
基本的にあくまで真面目で、一部世間知らずな所があってたまにボケる。特に同人誌を製作した時は、手抜きを自分で見つけたテクニックと言い張るなど聖では突っ込みきれないほど大量のボケを披露した。美術は苦手で自覚はある様子だが、同人誌製作時だけは全く画力のなさを気にかける様子はない。某イベントにも顔を出すようになったようだが、一迅社の手違いとして「原稿1ページ目が写植を打たれてそれっぽいアオリを入れられREXの巻頭カラーに載った」事実を一成と七緒から聞かされた時は絶叫した。作中後半では喋り方を「ラノベの地の分みたい」や「クドイ」とダメ出しされる事が多く、本人も「芝居がかった口調」と気にしている。
父を尊敬しているが、急遽来ることになったときはかなり動揺して突っ込みに余裕がなくなった挙句、周囲に振り回されて父親に蹴り突込みをしてしまった。当の父親は割と大人げない。
恐ろしく鈍感であり、3名の女子の好意（七緒曰く「坂神ハーレム」）に気づく気配がない。女子力アップのコスメを持ち出してきたり目の前で散々アピールしているにも拘らずこの有様なため、実の父親にすら｢調子に乗るな｣と敵意をむき出しにされた。さらに、半裸のサキュバスと全裸のQ子に対しても動じず、直後に現れた一成と七緒にも(BL的に)無反応だったため、サキュバスに｢草の擬人化｣｢鈍感系主人公とか言うレベルちゃうで｣などと評された。また、恋愛絡みの話題で締めや突っ込みを振られた場合、見当違いなことを言い出しては女子に制裁を喰らったりしている。
パラレルワールドの彼は霊能力を持たない普通の少年であるが、坂神家の家訓で全裸で登校している変態である。
姓の元ネタは『学校であった怖い話』の主人公・坂上修一。
大槻凛（おおつき りん）（声：植田佳奈）
ヒロイン。身長158cm。3サイズはB92，W61，H87。大食いの巨乳。生まれつき霊感が強く霊が見えているが、極度の怖がりのため理由を強引にこじつけるなどして、頑ななまでに現実を見ようとしていない。合わせて、練司のことも霊能力者と認めていない。霊が苦手なだけなので超能力・オーバーテクノロジーに関しては肯定的である。
熱血漢な性格で、若干ツンデレ気味な少女。話が進むにつれ、妖精やテレビに憑依した霊などを見ても普通に対応しているが、たまに思い出したかのように（練司曰く、未練がましく初期設定）霊否定主義者になり、目的のためなら手段を選ばない腹黒な面も見せるようになる（それが原因でヒロインとしての立場が危うくなることに）。ツンデレキャラではあるが、他二人にヒロイン枠を取られている感があり、空気ヒロインなどと呼ばれるようにもなった。また、デレ要素は照れが限度を超えた結果、奇行に走ってしまうため、こちらでも「ヒロインらしくない」と言われる。連載後期では妖怪やボス敵扱いされている。なお、美術の腕前は練司と同程度。
死神アイテムで｢本音しか喋らない分身｣が生み出されたときは、｢（練司のことを）素直にほめてくれるところが好き｣と暴露された。甘えん坊気質なのか、（分身が）頭を撫でてほしいとせがんだりも。なお、ファザコンの描写がなされているが父親が最後まで出てこないので、詳細は不明。
「二つの心具現化小槌」で心の中の天使と悪魔が具現化したときは、本物が悪魔のセリフを取った上、天使も悪魔のような言動をしていた。
姓の元ネタは大槻教授。ただし、前述の通り、オカルトを全て否定しているわけではない。
聖（あきら）（声：石田彰）
動く人体模型の霊。身長179cm。外見は長髪の美少年で、人懐っこい性格。人体模型なのでパーツを切り離すことができ、任意に意識が宿っている場所を変えたり部分的に動かしたりできる。ややフェチ系嗜好がある。本作品においてはボケ役（むしろツッコミらしいツッコミ役は練司のみといえる）。練司が気づいていないときや不在時などは突っ込む。蓮海の事を呼び捨てにしている描写があり、外見と実際の年齢に大きな差がある。普段は人体模型である事がばれないよう、微弱な霊力で人間らしく外見を変化させている。クラスメイトなどはどこまで正体を知っているか不明だが、宇宙人テイストのクラスメイトや小豆洗いの教師などもいるため、基本的には知っている可能性が高い。
とあるお嬢様学校に忍という人体模型仲間がいるが、外見がゲーム『ペルソナ2』に出てくるリサ・シルバーマンの髪型＆そのキャラクターが通っている七姉妹高校の男子制服に似ている。結構な数の動く人体模型が存在しているようで、彼ら向けの情報誌もある。
本作の原型である読みきり作品に出てくる「人体模型」と同一人物である可能性がある(シニカル系でやや明るさなどが足りないが)。なお、この時は各パーツは生物のそれと同等だった模様。
Q子（キューこ）（声：折笠富美子）
淫霊。身長164cm。3サイズはB99，W55，H88。男女問わずいやらしいものが大好き。直截的なエロを好み、下心を隠そうともしない。着ている制服は旧型のもの。現在は大槻凛(の胸)に夢中。ただし、いやらしいものにつられて敵勢についたりする場合もある。聖と並んで本作品におけるボケ役。ボケが混じっているが、前向きな言動で他者を勇気付けたり、母性的な優しさに溢れた語り口で年下の少女を諭すといった善性を持ち合わせている。生前の名前は「久子（ひさこ）」で、表向きは真面目な性格の級長だった。だが、内心で自分の気持ちを率直に口に出せる男子生徒「九戸(ここのへ)」に憧れていた。現在の髪型は彼を真似た物である。九戸は｢近所で有名なスケベジジイ｣として健在である。時折、聖と互いのフェチポイントについて熱い論議を繰り広げる。なお、成人男性一人を投げ飛ばすくらいの腕力はある。
よっちゃん（後述）及び、彼に似た性格の人物を酷く嫌っており、不快感を露にする。
作者曰く、集団女子（山田さんグループ等）のキャッキャウフフは遠目（手に乗って見えるていどの距離）にていつくしむもの、巨乳は即もみしだくものとQ子は思っているようである。
韮沢飛鳥（にらさわ あすか）（声：川澄綾子）
オカルト大好きな霊感ゼロのお嬢様。身長162cm。3サイズはB81，W58，H80。性格上、凛とは仲が悪い。ただし、飲み物をねだったりするなどそこまで悪いわけでもないようである(むしろ不動寧々とのほうが険悪)。ガーターベルトの黒ストッキングを身に着けている。最初はミーハー感覚で練司に付きまとっていたが、現在はかなり本気らしく不動寧々とかなり真剣にやり合ったりしている。
実際は霊感ゼロどころかマイナスレベルであり、本人同意の上で憑依しようとした霊が練司にうっかり憑依するほどの勢いで弾き出されるほど。
身体能力は高く、残像を出して一成・七緒の背後に回りこみ2人の背中に熱い茶をかけた程。
姓の元ネタはオカルト本を扱うたま出版社長・韮澤潤一郎。
宴夜浬鎖（えんや りさ）（声：釘宮理恵）
エリートイタコな百合巫女娘。身長153cm。3サイズはB74，W57，H80。飛鳥のことが大好きで、彼女に近づく者には容赦せず、刺された相手を見たものに惚れさせる効果のあるエンジェル様の矢を飛鳥に躊躇なく打ち込もうとしたり、飛鳥が好意を寄せている練司にとどめを刺そうとするなど、殺人も厭わない程根深い。
名前の由来は綿矢りさ。
花子さん（はなこさん）（声：悠木碧）
スクール水着姿のお子様霊。身長110cm。見た目と違って結構長く生きているらしく、学園で最も古い霊である。練司の成長を見守っている。トイレにまつわる力を操る能力がある。非常に高い霊力を持っており、その力で騒動を鎮める役回りが多い。
本作の原型である読み切り作品に出てくる「花子さん」と同一人物である可能性がある（この時点で既にスクール水着）。
蓮海耕平（はすみ こうへい）
練司の担任。25歳。身長180cm。理事長の息子であるが、それを隠して先生修行をする。恋人はおらず現在募集中。エンジェルの矢でカツ恵という料理の先生に惚れ込まされ、現在は顔を見るとドキリとする程度には元にもどっている。
涼しい顔で河童、死神、超能力者などの転校生を招き入れ、今後も紹介し続けると開き直っている。
本作の原型である読み切り作品の主人公と同一人物である可能性がある。
不洞寧々（ふどう ねね）（声：井上麻里奈）
豊葦原学園生徒会会長。3年生。身長160cm。3サイズはB79，W59，H82。親が学園に多額の寄付をしているため、理事長すら口出しできないほどの絶大な権力を有す。一応悪役。浄霊委員会を潰そうと画策するが、御付である一成・七緒の頓狂な行動などによりことごとく失敗し、辱められる。凛同様ツンデレ気味の性格で、凛よりもヒロインらしい性質の持ち主。デレ要素が表立つようになってきて、夢に練司が出るようにおまじないをしたりする。たとえ妖怪でも教師には普通に接している。「ねねーん」という効果音がよく出る。
乙女チックな思考であり、アリカとライラが(外見は)格好いい死神と知ったときは突撃してきた。 物語が進むにつれ、わだかまりが無くなった影響か、浄霊委員会を潰そうと画策する描写が無くなってきている。
日下部一成（くさかべ いっせい）（声：立花慎之介） & 塚路七緒（つかじ ななお）（声：羽多野渉）
寧々の付き人で、代々不洞家の者を霊障から守ってきた「不動守」と呼ばれる組織の者。一成は身長180cm、七緒は身長179cm。二人共練司曰く「トップクラス」の実力者。二人共剣術使いで主に木刀を武器としている。一成は召喚術、七緒は式神を使用する。一成は生徒会副会長、七緒は生徒会書記。しかし、実際は2人とも寧々を守る事より恥辱に打ち震える姿を見るのが好きな変態兼卑怯者そのもので、彼女を守るための行動が全て彼女を辱める結果に繋がる。また、｢おっぱい相撲｣に興味を持ったりするなど、スケベである。その時に使われていた｢おっぱい型妖怪｣は召喚できるようになった模様。わざわざトラブルが起こっている場所に不動寧々と一緒に割り込んでくることが多い。両者とも女装などどんな格好でも平気でするが「バカみたいだと思う姿」は練司だと思っている。寧々よりも出番が多く、現在は彼女の従者というよりも浄霊委員会の仲間という扱いをされている。
一般生徒の前では一成は「さわやか」、七緒は「クール」な性格を装っており、結構モテる。ただし、割と一般生徒の前で地を出していたりする。一成は拘束系、七緒は露出系が好き。
パラレルワールドでの彼らは、着脱式のモヒカンヘアーで見分けの付かない姿をしている。
よっちゃん
西洋甲冑に憑く霊。身長185cm。名前は「鎧」の「よ」を取ったもの、あるいは本名の「ヨシュア」から。鎧を取れは美形だが、かなり鬱陶しく調子に乗りやすい性格をしており、Q子とは険悪。度々練司や凛の怒りを買う（Q子程毛嫌いはしていないが）。そっくりな性格の二郎という仲間ができた。自分の外見に対して無自覚であり、褒められてもからかわれているように感じてしまうタイプである。
本作の原型である読み切り作品にも良く似た外見の鎧が登場したが同一人物かどうかは不明である（こちらは割と謙虚）。

### サブキャラクター
たまに思い出したかのように登場するキャラクターを挙げる（2回以上登場したキャラクターのみ）。
みーにゃ
不良男子に取り付き、凛の体を乗っ取ろうとしただんご尻尾の猫又。小学生のような小さい体だが、猫又になれる程度に長生きしている（そのため、特殊な趣味の方々には「合法」と言われた）。動物の言葉の翻訳なども可能。
猫又になってしまってどうしたらいいのか分からなくなっての行動だったので、すぐに改心した。その後は妖怪ばかりのメイドカフェに勤めている。
小豆磨先生（あずきとぎせんせい）
家庭科で教師をしている妖怪『あずき洗い』。小柄で可愛らしい老人で学園のマスコット。気のいい性格である。若い頃はモボと呼ばれる程の長身の美男子だった。
山田さんグループ
山田愛音・鈴木観菜・佐藤根子・田中小鳥の四人で構成された女子のグループ。恋愛やお菓子など、まさに女子らしい話題で盛り上がっている。
山田愛音
グループのリーダー格。しっかり者に見えるが、かなりのおっちょこちょい。
鈴木観菜
佐藤根子
山田愛音に好意を寄せている。
田中小鳥
メリーさん
100キロばばあの一家との悶着の際に呼び出された、都市伝説キャラ。練司に男らしく切り返されたために惚れこみ、色々手順をすっ飛ばして一気に自宅前までやってきて背後を取ろうとしたが、うまいこと回避されてそのまま住みつく。
その後も背後が取れていないように語られたが、一緒にゲームをしているときなど余裕で背後を取れる状態でも何もしていない。練司からも預かっている子供のように扱われている。
彼女の父は「日本中の小学生たちに『紫鏡』を20歳以上まで覚えてても死なないと言ってまわる仕事」をしており、練司は「それはホントにすばらしい人だ」と評した。
黒花子さん（くろはなこさん）
豊葦原学園に流れ着いた学校霊。身長112cm。花子さん同様幼女の姿をしているが、巨乳。さらに声がN登M美子であり、その声を聞いた者は思わず言うことを聞いてしまう。花子さんとの戦いに敗れるが、彼女の意向により男子便所に棲み付くようになる。ほかの仲間に比べると、出番が多い。
人身（ひとみ）
動く人体模型（♀）身長160cm。黒花子さんのお友達の一人。実はかなりの熱血漢。黒花子さんともども男子便所に棲み付く。
霊淫（れいん）
淫霊。身長163cm。黒花子さんのお友達の一人。ほややんとした外見ではあるが淫霊らしく、思考回路はQ子とほぼ同じ。黒花子さんともども男子便所に棲み付く。
河童
水絡みの内容で登場する、クラスメイト。聖と違って、特に外見をどうこうしている描写はない。サブキャラクターの中では比較的出番が多い。
艶川
新たに赴任してきた保険医。外見はまさに女医なのだが、凛に趣味でラバースーツを着させたりするなど変態である。
オカルト否定主義者だが、かなりアクティブでありオカルト存在ではないという証拠を集めるために積極的に幽霊などを捕獲しようとしてくる。その際チェーンソーを振り回し、床をチェーンソーでくりぬき天井を素手で突き破ったりしてくるため、下手な幽霊より怖い。凛同様に超能力は否定していない（ただし、エスパーに対する関心は低い）。また、｢風邪治し砲｣などの謎の発明品を持ち出してきたりする。発明家としての能力は非常識なまでに高く、秋葉原のジャンクパーツと生活廃材で美少女型二足歩行ロボットを作成したりする事が出来る（その為練司に、「アンタにだけは常識非常識をどうこう言われたくない」とアキレス腱固めを決められた）。下ネタ好きだが笑いに厳しい。初登場時と再登場時で髪型が変わっている。
アリカ
現世残留魂回収部隊隊長で、簡潔に言うと死神。どうもそういう会社らしい。気取った肩書きゆえに、最初に名乗ったときは練司と聖に顔を赤らめられた。
瞳孔部分が水玉模様のようになっている。透け気味のスカートに腰から下にタイツを履いているので、下半身のラインが丸見え。鎌は社内割引で買ったが耐久性に難ありだった。彼女が標的の魂を取り出す際の手口は力技を予感させるもので、この時「木乃伊の作り方」について言及していた。
どういう経緯か練司の学校に転校してきて除霊作業を手伝っているが、あまりスタイリッシュではない。死神アイテムを持ち込んでは騒動を引き起こす。ライラノート共々「中味ぽんこつ」と聖に評された。
ライラノート
アリカの従者。金髪碧眼で外見はいいが、アリカの持っている鎌（よっちゃん曰く「自分が普段オノ持ってて慣れてんのさっ引いてもそんな重くない」）を持てない等身体能力はよっちゃん以下。アリカ共々「中味ぽんこつ」と聖に評された。
常識的な思考をしており、練司たちの割とアウトローな考えに引いていた。
御座敷
普通の生活がしたくてこっそりクラスメイトとして入り込んでいたおかっぱ頭の座敷童。この際、違和感に気づいたのは練司たち霊力が高いものだけである（その後、うっかり練司も納得しかけた）。
人間として生活するべくその力の大半を放出するが、その後もある程度能力を保っているようで力を溜め込めば人に幸運を与えることが出来る。友人に疫病神がいる。
ラブ米神
米を大切にする練司の心意気に反応して現れた神。ただし、新米から出現した所為か新米。その後、聖に呼び出されたりしている。
人にエロハプニングを引き起こす運勢を与える｢ラッキースケベ｣を使えるが、まったく制御できておらず練司が受けたときは一成・七緒に対しても発動するなどの展開も引き起こした（一応女子にも影響あり）。ただし、人によって程度に差異があり練司はよく効き、凛には全く効果がない。また、疫病神の不運の力と合わさると、（エロというジャンルで）Q子に気を使われ当の疫病神すら「これはひどい」と泣き出すような事態も引き起こす。
鬼島
超能力者。自分だけが特別・異端な存在だと思っており周囲を拒絶気味だったが、豊葦原学園に来て変わり種が他にもいることを知って態度が軟化。周囲ともうまくやっている模様。
自分も超能力者であるが、幽霊や美少女型二足歩行ロボットのようなSF要素はあまり信じていない。
スノウーマン
大きな雪ダルマに胸を追加した外見をした冬の精霊王で、夏の間だけ出稼ぎに豊葦原学園でクーラー係をしている。大雑把なところがあり、生徒会長に「（学園の）敷地内すべて」に雪を積もらせるように言われた時は校舎の中にまで雪を積もらせた。降らせた雪は消せる。
雪の精
ツインテールがツララとなっている雪の精霊で前述のスノウーマンの娘。いたずら好きで、握手しようとした練司の指の間にツララを挟みこませた。初登場時は暴走していたが、第62話に再登場した時は降雪量をコントロールできるようになった。
オーナー
蓮海耕平の友人でキャンプ場のオーナー。Q子が飛びつくほどワイルドな雰囲気を醸し出しているが、モスマンやビッグフットで延々おねしょをやらかしたり、虫がいるからとキャンプ場を手放したりと凄まじいもやしっ子精神。
キャンプ場・ペンション・喫茶店と転々としており、それなりに資金力がある模様。最終的に練司達が協力した末に海の家を開いた。
坂神練寂（さかがみ れんじゃく）
練司の父親で高名な退魔師だが、大人気ない性格。しかし「次号へつづく」で終わったからきっちり「前号から続いた」と受け継ぎ報告をするといった真面目な一面もある。
退魔師の頂点に最も近い男だが、第66話で練司がついいつものノリでケリツッコミをしてしまった時は無防備にふっ飛んだ。また、昨今の専門用語諸々に詳しい。
練司が任務をそれなりにこなせているとわかりその場を後にし、次の日教室に生徒として紛れ込むが帰らされた。
腐女子（ふじょし）
露出度の高い服装をした女性型ゾンビの姿をした霊。生前はBL同人作家であり、百合同人作家である女生徒に自分の趣味を押し付けて困らせていたが、それ以外は特に危害は加えていない様である。BL同人への執念で坂神の霊力に抗える程の強い霊力を持っているが、坂神の描いたBL同人誌を読んだ時はその酷さに霊なのに爆死した。
相田一郎太（あいだ いちろうた）
吸血鬼。学校関係者ではないが、豊葦原学園の学校霊用の寮に住んでいる。吸血鬼として中途半端な能力の持ち主であり、練司に妖怪として能力を打ち消して貰った。
赤マント
全裸の上に赤いマントを羽織った巨乳で長髪の女性。幼児服ムリヤリ着てる系花子さんとして花子一武闘会（後述）に紛れ込み、会場内の各所に罠を仕掛け、全ての花子さんを用意したジャストサイズのトイレで誘惑し捕まえて大会を妨害するも、U字型便座の便器を用意したことが裏目に出てしまい、花子さんに便器から脱出された。彼女（花子さん）に「そんな事をしなくてもこの大会に出て正々堂々闘い『赤マントの花子さん』としてトイレに住めばよい」と諭された。
浜崎（はまざき）
初期の方からモブとして登場している宇宙人テイストな男子生徒。頭に二本のアンテナの様な物が生えている。御座敷の初登場回で名前が判明した。
『ストレンジ・プラス』の2巻に収録されている作者の過去作『ROKETBOMB（ロケット・ボム）』の6話（作者の漫画家生活初のオリジナルショートコミック）に主人公達のクラスの委員長として登場している。
小倉天音（おぐら あまね）
自称「霊感少女」だが、本作の中で最も霊感が無い。坂神が除霊で訪れたマンションで出会い、その後に豊葦原学園に転校して来た。Q子に胸を触られても気付かない程、霊感が無い代わりに非常に高い「エロハプニングフラグ立て能力」を持っている。

## 用語解説
私立豊葦原学園（しりつとよあしはらがくえん）
物語の舞台となる学園。幽霊や妖怪が多く集まるが、実際には悪霊などはたまに出てくるだけで善良な者達ばかりであり、なかには教師として活動する妖怪もいる。
主要人物以外の生徒もごく普通に学園生活を送っており、いわゆる「霊能力」は生徒によってピンキリだが、中には「霊が見えて」いても「この学校幽霊がでるらしいのよ！」と言い出す生徒もおり、結局のところ幽霊や妖怪は在籍する生徒や教師陣にはほとんど影響を与えていないように見受けられる。また体育祭でも堂々と参加しているため、下手をすると近隣住民にも同じことが言える。生徒の方にも特殊なキャラクターが色々いる。
以前学園自体に大がかりな改装工事を施した際、不洞家が多額の寄付金を出した上、現在の学園運営資金の約4割を出資している。このため不洞家の一人である現生徒会長には理事長も頭が上がらない。
第一話で出てきた学園の外観は背景資料集の駅を加工した物である。
なお、七つの七不思議(=49不思議)が存在しており、勝手に演奏するピアノの霊・コの字校舎の霊・魔の3段階段などが登場している。
部外者も入居可能な学校霊用の寮が存在する。
浄霊委員会（じょうれいいいんかい）
学園が設立した、学内の霊的トラブルの対処係。坂神と大槻は蓮海の罠にはまって入会せざるを得ない状況に追い込まれたが、割と積極的に活動している。アリカたちが入会しているかは不明。
生徒会から活動の証拠として解決する度に依頼人からはんこをもらうように言われているが、ほぼ忘れられているためスタンプシートは埃が立方体になるほど積もっている。
不洞家（ふどうけ）
高い霊能力を持つ家系。不動守も含め、坂神よりもよほど詳細な設定がある。
組紐
練司が使用する除霊道具。相手を縛り霊力を流し込むことで除霊する。蜘蛛の巣状に張り巡らし相手を拘束したりも出来るが、そこから四肢を引きちぎるなどの使い方はしないらしい。人を緊縛できる程度の長さはある。
霊験あらたかな道具なのだが、外見的な特徴からロープ・水洗トイレの紐・綱引きの綱扱いされることがある。
韮沢家（にらさわけ）
飛鳥の母親が二丁拳銃で姑と喧嘩し、姑がゲートボールのスティックで弾丸を飛鳥の母親の持っている拳銃の銃口に入れて詰まらせるといった超人的な技を使いこなす武闘派な家庭である。
母親が一見服を着ていない様に見えるが、ボディスーツを着ている。
花子一武闘会（はなこいちぶとうかい）
全国中の学校にいる花子さんが一堂に会し一番の花子さんを決める大会。出場者である花子さんには眼鏡をかけた成人男性風花子さんや中年男性風花子さん等も存在する。

## 書誌情報
- 美川べるの『学園天国パラドキシア』一迅社〈REXコミックス〉、全10巻
  1. 2006年12月9日発売、ISBN 978-4-7580-6039-4
  2. 2007年11月9日発売、ISBN 978-4-7580-6071-4
  3. 2008年7月9日発売、ISBN 978-4-7580-6101-8
  4. 2009年3月9日発売、ISBN 978-4-7580-6137-7
  5. 2010年3月9日発売、ISBN 978-4-7580-6182-7
    - 限定版 ISBN 978-4-7580-6183-4

  6. 2011年1月27日発売、ISBN 978-4-7580-6236-7
  7. 2011年8月27日発売、ISBN 978-4-7580-6274-9
  8. 2012年7月27日発売、ISBN 978-4-7580-6314-2
    - 限定版 ISBN 978-4-7580-6315-9

  9. 2013年6月27日発売、ISBN 978-4-7580-6376-0
    - 限定版 ISBN 978-4-7580-6377-7

  10. 2015年5月27日発売、ISBN 978-4-7580-6501-6
    - 特装版 ISBN 978-4-7580-6502-3

## 読切『学園天国一歩手前学園』
『ストレンジ・プラス』1巻に収録されている。